# QBZ-95
El Fusil Automático Tipo 95 (en chino, 95式自动步枪; pinyin, 95 Shì Zìdòng Bùqiāng), o QBZ-95, es un fusil de asalto bullpup diseñado y fabricado por Norinco y emitido desde 1995 como el fusil de servicio para el Ejército Popular de Liberación, la Policía Armada Popular y varias agencias paramilitares de aplicación de la ley en la República Popular de China. La designación del rifle QBZ significa "arma ligera (Qīng Wŭqì) - rifle (Bùqiāng) - automático (Zìdòng)", de acuerdo con los estándares de codificación de la industria de defensa china.
El QBZ-95 es el buque insignia de la familia de armas Tipo 95 (95式枪族), una familia de armas de fuego que comparten un diseño de receptor común, que incluye un fusil estándar, una carabina y variantes de armas de soporte ligero. Dispara el DBP87 de 5,8 × 42 mm, un cartucho intermedio indígena. Una versión de exportación con cámara para el cartucho 5,56 × 45 mm OTAN, la QBZ-97, está disponible para la venta en Canadá y varios países del sudeste asiático, el sur de Asia y África oriental.

## Descripción general
El QBZ-95 fue dado a la luz pública en 1997, cuando Reino Unido devolvió la soberanía de Hong Kong a China. Se trata de un novedoso sistema de armas en configuración bullpup, donde el gatillo se encuentra delante del cargador. El arma fue diseñada para sustituir al Tipo 81, fusil similar al AK-74 su homólogo Ruso en el cual estaba basado.
El fusil utiliza polímeros en su construcción y un nuevo calibre, el 5,8 x 42 mm, un calibre pequeño y de alta velocidad (Está junto al 5,56 x 45 OTAN y 5,45 x 39). La configuración bullpup es similar al L85 Inglés o el FAMAS Francés.

## Aspectos técnicos
Aunque hay algunos indicios de que el QBZ 97 (variante de exportación en calibre 5,56 x 45 OTAN) ha participado en algunas escaramuzas, poco se sabe de su eficacia en un conflicto. Pero según una prueba hecha para televisión, puede disparar después de ser sumergida en agua. El sistema de disparo es accionado por gas y tiene un cerrojo rotativo similar al utilizado por otros fusiles actuales.
El selector de fuego tiene cuatro posiciones: "0" para el seguro, "1" para modo semiautomático, "2" para el modo automático y "3" para el modo ráfaga corta (tres disparos).
Los chinos han puesto a prueba extensamente el cartucho 5,8 x 42 DBP87 contra sus contrapartidas occidentales y rusas, el 5,56 x 45 ss109 y 5,45 x 39 5n7 respectivamente. Afirman que sus cartuchos superan a los dos cartuchos con penetración superior a la SS109, una trayectoria más recta, y una mayor velocidad y energía.

## Características del diseño
El diseño del QBZ 95 es totalmente nuevo y se desmarca de la línea que llevaba China de copiar modelos generalmente de la antigua Unión Soviética. El modelo es un diseño completamente chino, diseñado por Norinco. Gracias al bajo retroceso del nuevo tipo de munición, se ha podido diseñar el fusil en modo bullpup y haciéndolo más controlable en fuego automático. El objetivo era desarrollar un fusil de asalto usando como base la munición calibre 5,8 x 42, con unas especificaciones que dicen ser de características más precisas y fiables que sus pares ruso y occidental. Después de extensas pruebas, los datos muestran que se produjo un arma con una precisión comparable a un M-16A3 y la fiabilidad de un AK-74, dando un arma muy resistente y capaz, aunque luego todo queda en los materiales con los que se haga. Cabe destacar que el acabado no es demasiado bueno a ojos occidentales, pero es completamente funcional. Pruebas de campo demostraron que el arma junto con su munición tenía una trayectoria más plana que la munición de 5,45 x 39 y 5,56 x 45 OTAN en distancias de 400-500 metros.

## Modo de uso
Se introduce el cargador en el brocal que está detrás del gatillo, metiendo primero la parte frontal y luego la trasera hasta que el sistema de retenida del cargador quede fijado (de manera similar al AK-47 o al Steyr AUG). A continuación se desliza hacia atrás la palanca que se encuentra en el asa de transporte. Esto hace que el sistema cargue un proyectil y amartille el arma. En este momento se retira el seguro y se elige el tipo de disparo (semiautomático, automático o ráfaga corta). Para disparar, basta con apuntar haciendo coincidir la muesca del alza con el punto de mira (este último se encuentra protegido por el asa de transporte). Cuando el objetivo esté alineado, se aprieta el gatillo. Una vez vacío el cargador, se aprieta el botón de retención que está justo detrás del cargador y se retira el cargador.

## Cuestiones de diseño
Debido a la configuración bullpup del QBZ95, los usuarios zurdos tienen que aprender a disparar de forma diestra para poder usar la familia de armas QBZ ya que los casquillos vacíos salen por la ranura que está a la derecha del arma.
Algunos expertos están preocupados por la posición de la palanca del seguro, al final del arma y en el lado izquierdo, siendo lo normal que este encima del gatillo y en el lado derecho o ambidiestro.
La principal queja es que el arma al ser bullpup, necesita un mayor entrenamiento. De ahí que las tropas de frontera, menos entrenadas, hayan mostrado sus quejas al respecto. Este punto es uno de los principales para el posterior desarrollo del QBZ-03, de líneas más tradicionales y con un gran parecido al AK-47.

## Variantes
Existen siete variantes del QBZ-95
QBZ-95 (Fusil de asalto 5,8 mm)
Es el fusil reglamentario del Ejército Popular de Liberación conocido allí como Tipo 95. Usa el cartucho 5,8 x 42 DBP87. Recientemente el ELP ha llevado a cabo un proyecto para mejorar algunos puntos débiles del arma, tales como la ergonomía, la munición y el uso de lanzagranadas acoplados.
QBZ-95B (Carabina 5,8 mm)
Es la versión más corta del QBZ 95 estándar y de funcionamiento semejante. Parece que solo es suministrada a los oficiales navales, fuerzas especiales y tripulaciones que necesitan un arma de reducidas proporciones para el combate a corta distancia y para poder llevarlo dentro de un vehículo o nave.
QBB LSW-95 (Ametralladora ligera 5,8 mm)
Es la contrapartida de la FN Minimi o la Heckler & Koch MG4, pero debido a su configuración similar a la del fusil de asalto, hace que el arma esté desequilibrada. Se caracteriza por tener un cañón pesado y un cargador de tambor. No es recomendable, ya que hay armas del mismo tipo más eficaces y ergonómicas.

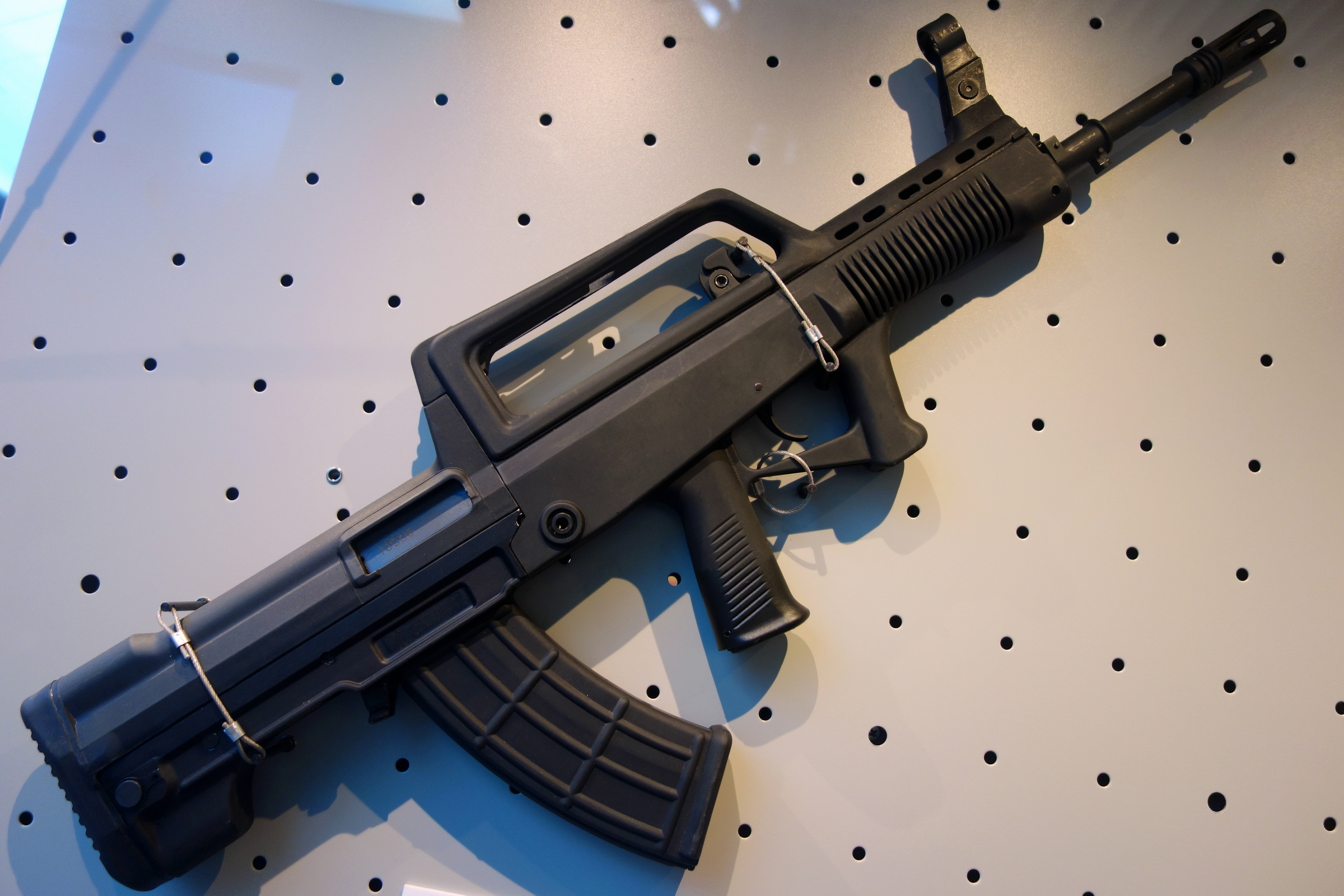
QBZ95
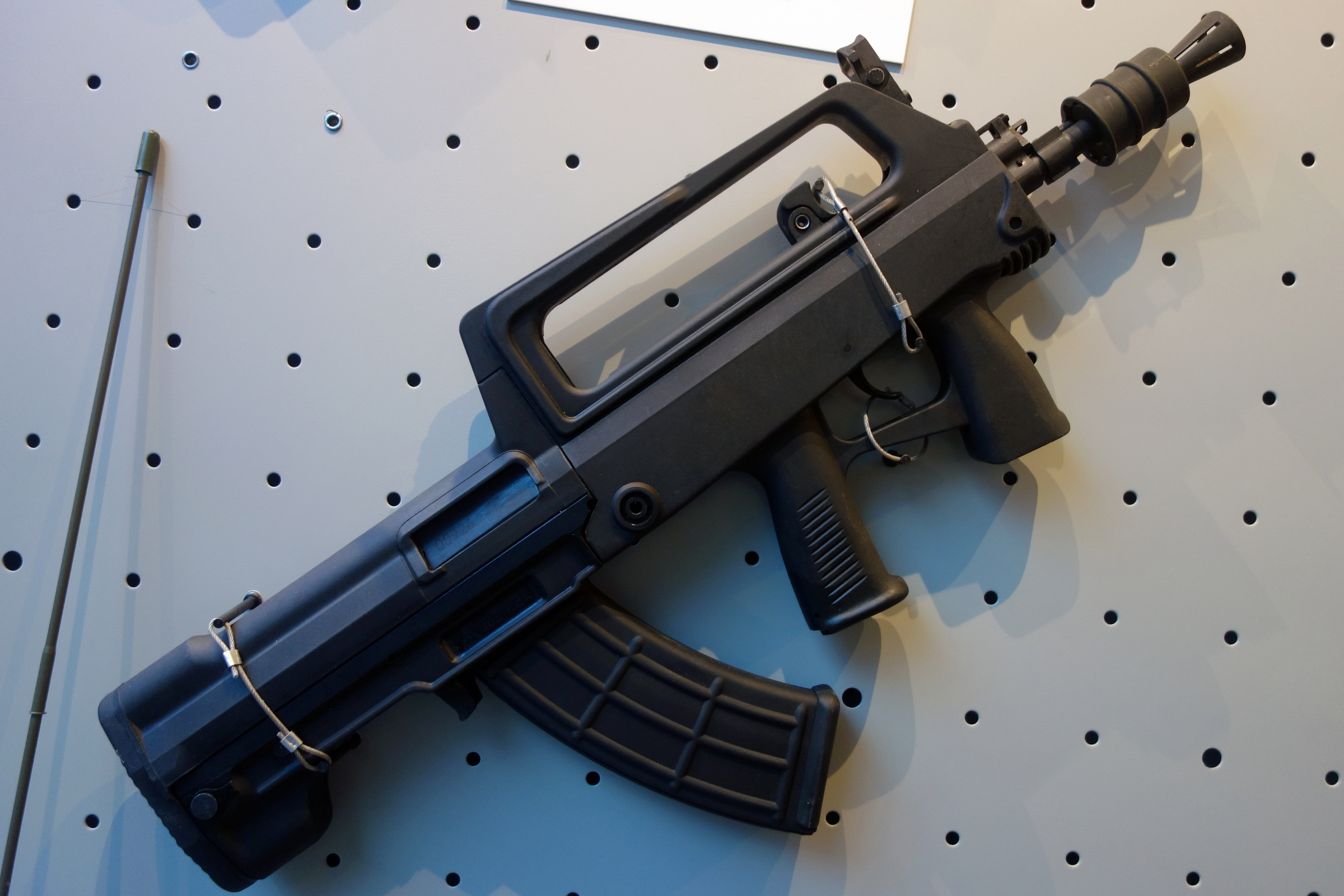
QBZ95B
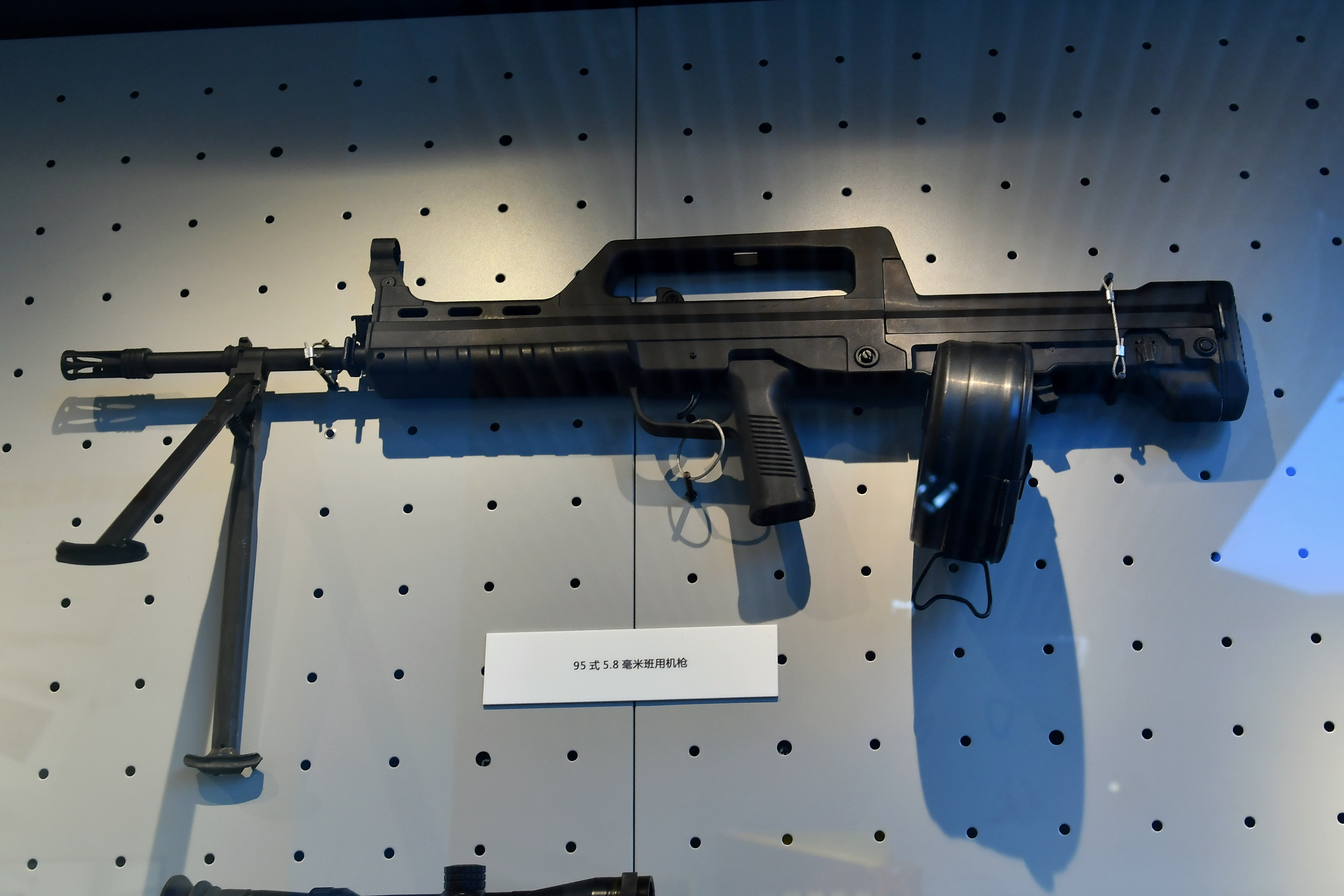
QBB95
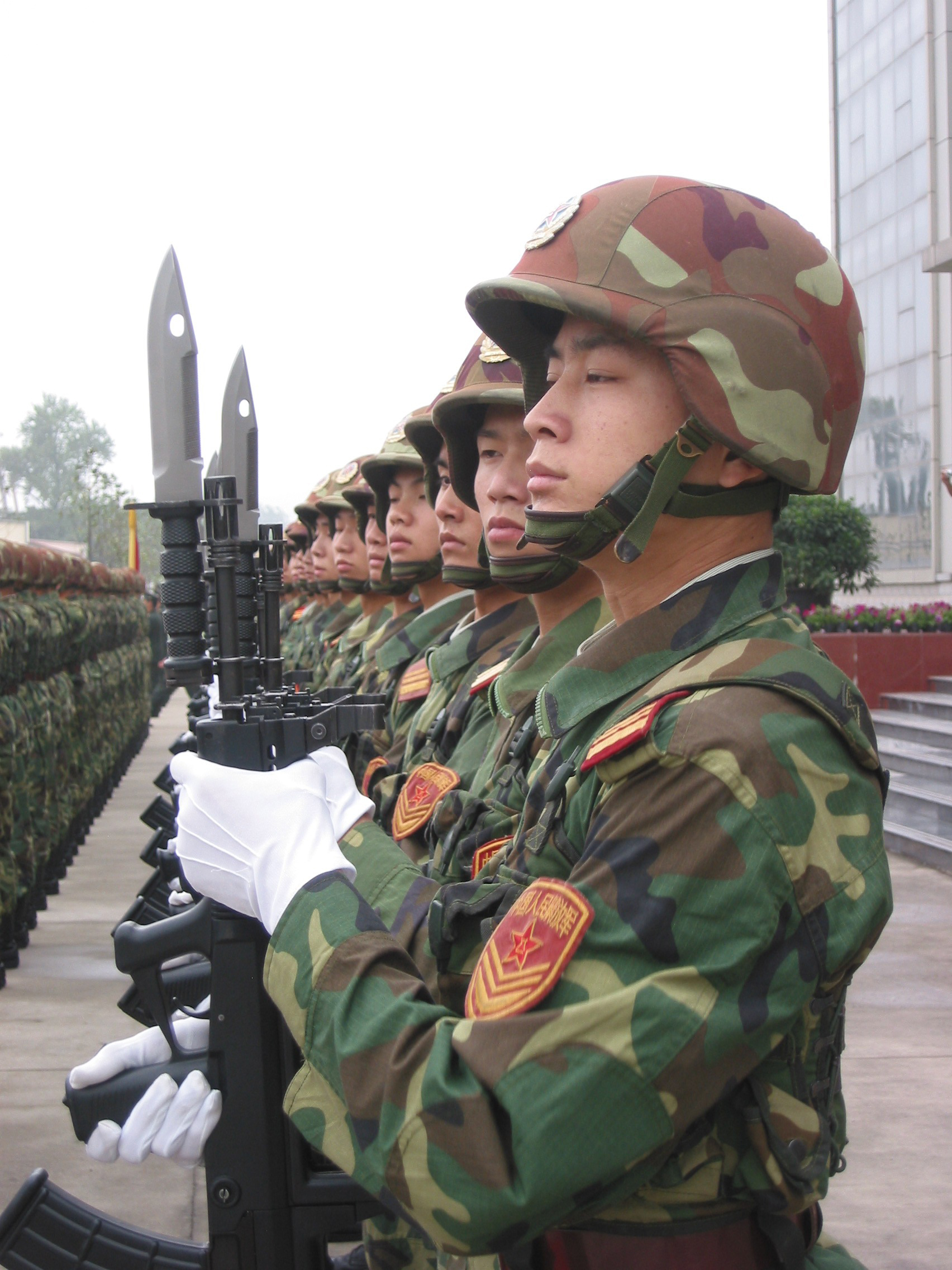
Bayonet of Type 95 rifle

QBZ-97 (Fusil de asalto 5,56 mm)
La versión para la exportación del QBZ-95, esta versión esta recamarada para el cartucho 5,56 x 45 OTAN y ha tenido cierto éxito comercial. El sistema de disparo está modificado, así como el brocal del cargador. Puede usar los cargadores STANAG.
Actualmente es usada por el ejército de Birmania.
QBZ-97A (Fusil de asalto 5,56 mm)
Esta versión tiene la opción a ráfagas y un tornillo de retención.
QBZ-97B (Carabina 5,56 mm)
Esta es la versión carabina del QBZ-95B.
QBB LSW-97 (Ametralladora ligera 5,56 mm)
La versión calbre 5,56 mm de la ametralladora QBB LSW-95.
Versiones civiles
Se vendieron en Canadá versiones semiautomáticas del QBZ-97 y QBZ-97B, pero fueron finalmente decomisadas.

## Usuarios
- China:Es el arma estándar en sus fuerzas armadas.
- Birmania:El QBZ-97 es el fusil estándar de las Fuerzas Armadas de Birmania.
- Camboya:Fuerzas Especiales. Fusiles QBZ-97, QBZ-97A, QBZ-97B y QBB-97 LSW
- Sri Lanka:Fuerza aérea de Sri Lanka, Grupo de Acción Especial.
- Venezuela:Ejército Bolivariano Grupo De Fuerzas Especiales.